# خان مهيار
خان مهيار (بالفارسية: کاروانسرای مهیار) هو خان تاريخي يعود إلى عصر السلالة الصفوية، ويقع في مقاطعة شهرضا.